# Sabine Monauni

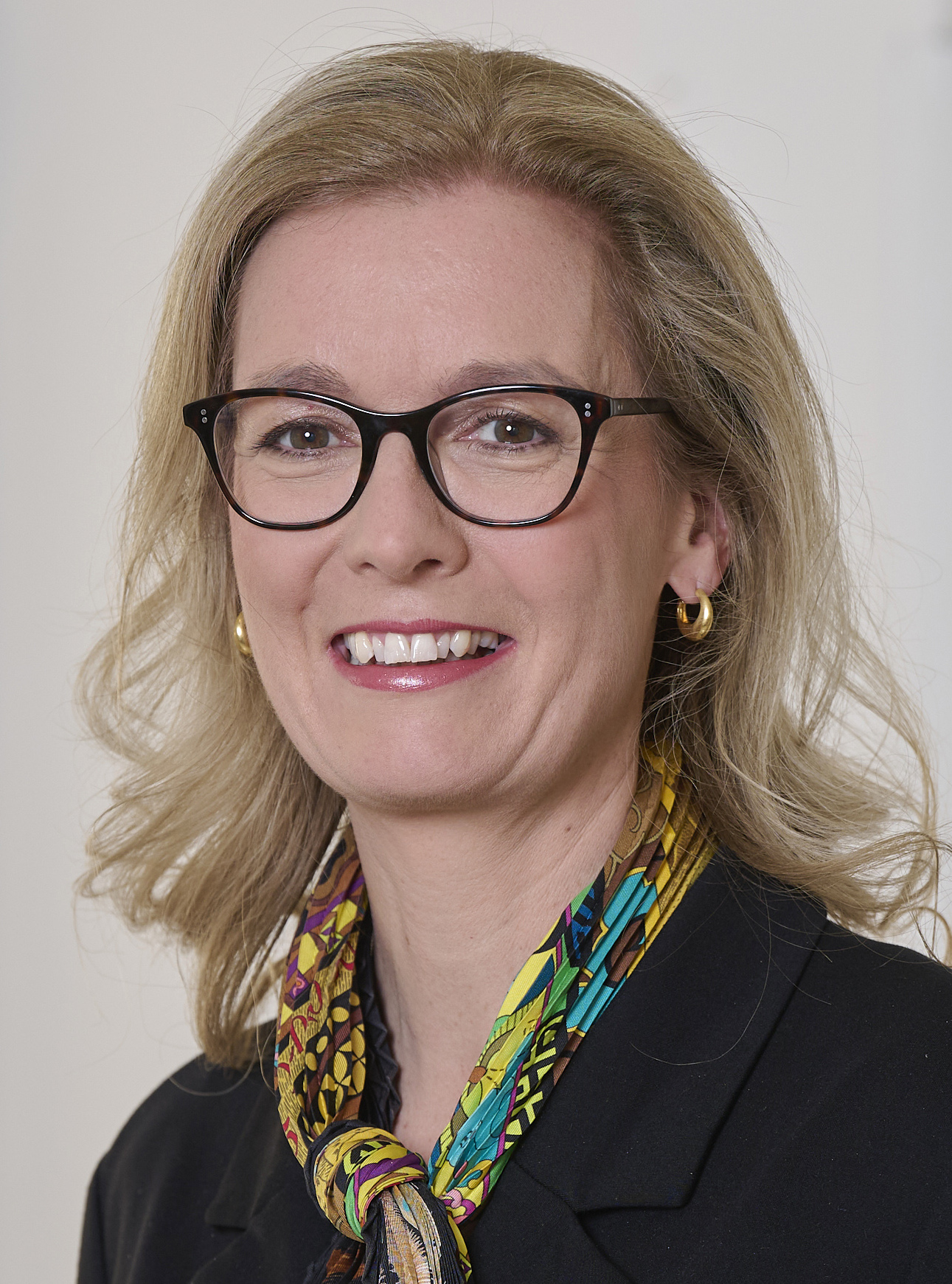
Sabine Monauni (2025)

Sabine Monauni (* 10. April 1974 in Feldkirch) ist eine liechtensteinische Politikerin und Diplomatin. Sie ist seit 2021 als Regierungschef-Stellvertreterin Mitglied der Regierung des Fürstentums Liechtenstein. Seit 2025 führt sie das Ministerium für Äusseres, Umwelt und Kultur. Von 2021 bis 2025 führte sie das Ministerium für Inneres, Wirtschaft und Umwelt. Von 2016 bis 2021 war sie Botschafterin des Fürstentums Liechtenstein in Belgien.

## Laufbahn
Nach einem Jurastudium an der Universität St. Gallen absolvierte Monauni ein Postgraduierten-Studium in Europarecht (LL.M.) am Europakolleg in Brügge. Danach arbeitete sie seit 2001 als juristische Mitarbeiterin und seit 2003 als stellvertretende Leiterin der Stabsstelle EWR in Vaduz. Im Jahr 2010 wechselte sie zur EFTA-Überwachungsbehörde (ESA) in Brüssel, wo Monauni als Mitglied des Kollegiums für den Bereich Binnenmarktrecht verantwortlich war. Liechtenstein war der erste Staat, der eine Frau für dieses Amt vorgeschlagen hat. Nach dreieinhalb Jahren kehrte sie 2014 nach Vaduz zurück und war dort als Botschaftsrätin im Amt für Auswärtige Angelegenheiten und anschliessend im Ministerium für Gesellschaft (Gesundheits- und Sozialministerium) tätig.
Als Nachfolgerin von Kurt Jäger, der nach Washington, D.C. wechselte, wurde Sabine Monauni im Juli 2016 zur Botschafterin des Fürstentums Liechtenstein in Brüssel akkreditiert.
Zur Landtagswahl in Liechtenstein 2021 wurde Monauni von der Fortschrittlichen Bürgerpartei für das Amt der Regierungschefin nominiert. Am 25. März 2021 wurde sie zur Regierungschefin-Stellvertreterin ernannt und übernahm die Leitung des Ministeriums für Inneres, Wirtschaft und Umwelt. Am 10. April 2025 übernahm sie die Leitung des Ministeriums für Äusseres, Umwelt und Kultur.

## Privatleben
Am 27. März 2009 ging Monauni die Ehe mit dem  Maschineningenieur Gian-Reto Monauni (* 5. April 1968) ein und wurde Mutter von zwei Söhnen. Sie ist Bürgerin von Mauren.